# Sou Fatal
"Sou Fatal" é uma canção da cantora brasileira Sophia Abrahão, lançada como single em 6 de abril de 2016, através da Musickeria. A canção foi escrita por Nando Reis, especialmente para Abrahão. A letra de "Sou Fatal" traz uma mensagem de mudança e amadurecimento, com referências sensuais em seus versos.

## Performances ao vivo
Em abril e maio de 2016, Abrahão cantou "Sou Fatal" nos programas Altas Horas e Encontro com Fátima Bernardes, respectivamente. "Sou Fatal" foi incluída no repertório da turnê de Abrahão, Tudo Que Eu Sempre Quis Tour (2016).

## Vídeo musical
O vídeo musical da canção foi dirigido por Thiago Calviño, conhecido por dirigir videoclipes de Anitta e Ludmilla, e lançado no dia 16 de junho de 2016. Ele também tem participações de duas fãs de Abrahão, que ganharam o concurso cultural nas redes sociais da cantora e que toparam participar de uma transformação radical. Assim como Abrahão, que havia pintado a cor de seu cabelo de loiro platinado, as suas fãs, através de uma parceria com a L'Oréal Paris, também pintaram o cabelo e gravaram o clipe com novos visuais.
| “ | Estou muito feliz com o lançamento do clipe. Esse tem um gostinho diferente por ser a música de um ídolo feita para mim. 'Sou Fatal' marca uma nova fase e uma nova Sophia, muito mais madura e confiante. Posso afirmar que é mais um sonho realizado. | ” |
|   | — Abrahão sobre o lançamento do vídeo musical. |   |

## Prêmios e indicações
| Ano  | Prêmio                                | Categoria          | Indicação   | Resultado |
| ---- | ------------------------------------- | ------------------ | ----------- | --------- |
| 2016 | Prêmio Jovem Brasileiro               | Música do Ano      | "Sou Fatal" | Indicado  |
| 2016 | Prêmio Multishow de Música Brasileira | Melhor Clipe TVZ   | "Sou Fatal" | Indicado  |
| 2016 | Radio Music Awards Brasil             | Melhor Música Teen | "Sou Fatal" | Indicado  |

## Histórico de lançamento
| Região | Data               | Formato(s)                 | Ref.   |
| ------ | ------------------ | -------------------------- | ------ |
| Brasil | 6 de abril de 2016 | Airplay                    | [ 11 ] |
| Várias | 8 de abril de 2016 | Download digital streaming | [ 12 ] |